# Sima Ćirković
Sima Ćirković (ur. 29 stycznia 1929 w Osijeku, zm. 14 listopada 2009 w Belgradzie) – serbski historyk, mediewista. Był członkiem Serbskiej Akademii Nauk. Jego prace koncentrowały się na historii Serbii w średniowieczu. 

## Wybrane publikacje
- Istorija srednjevekovne bosanske države, Beograd: Srpska književna zadruga 1964.
- Despot Georg Branković und die Verhandlungen zwischen Ungarn und der Turken im J. 1454, 1974.
- Leksikon srpskog srednjeg veka, priped. Sima Ćirković, Rade Mihâlčić, Beograd: Knowledge 1999.
- Srbi među evropskim narodima, Beograd: Equilibrium 2004, ISBN 86-82937-04-2, przekład angielski The Serbs, 2004, ISBN 0-631-20471-7)
- O istoriografiji i metodologiji. Srednji vek, 2007, ISBN 978-86-7743-060-3